# 起床
| ウィキペディアには「起床」という見出しの百科事典記事はありません（タイトルに「起床」を含むページの一覧/「起床」で始まるページの一覧）。 代わりにウィクショナリーのページ「起床」が役に立つかもしれません。 |